# Сан Пјетро ал Танагро
Сан Пјетро ал Танагро (итал. San Pietro al Tanagro) је насеље у Италији у округу Салерно, региону Кампанија.
Према процени из 2011. у насељу је живело 1117 становника. Насеље се налази на надморској висини од 455 м.

## Становништво
| 1931. | 1936. | 1951. | 1961. | 1971. | 1981. | 1991. | 2001. | 2011. |
| ----- | ----- | ----- | ----- | ----- | ----- | ----- | ----- | ----- |
| 1.659 | 1.734 | 1.737 | 1.597 | 1.562 | 1.593 | 1.686 | 1.640 | 1.737 |